# Andrea Romero Rojas
Andrea Romero Rojas (Zacatelco, Tlaxcala, 1953-ibídem, 11 de mayo de 2017)  fue una cocinera mexicana conocida principalmente por promover la bebida de cacao a nivel nacional e internacional.
Fue presidente de la «Asociación de Mujeres Productoras de la Bebida del Cacao» así como la responsable de la exhibición de la bebida en el festival gastronómico Slow Food de Turín, Italia en 2016 y una de las promotoras del reconocimiento de la bebida como Patrimonio Cultural Inmaterial de Tlaxcala.

## Historia
Andrea trabajó como productora de la bebida de cacao desde su adolescencia. Con la declaración de la bebida como patrimonio cultural inmaterial de Zacatelco, logró consolidar una organización formada por las mercaderes que elaboran la bebida.
Proyectó el producto en festivales internacionales como el de Terra Madre Salone del Gusto en Italia como muestra de la gastronomía mexicana. En mayo de 2016, se presentó en «Tlaxcala y su Cultura», de la Secretaría de Turismo (SECTUR) en la Ciudad de México, ante el Gobernador de Tlaxcala, Mariano González Zarur, y el secretario de Turismo, Enrique de la Madrid Cordero.
En 2015 acudió al «Tercer Foro Mundial de Gastronomía Mexicana» en el Centro Nacional de las Artes. Por causa de un Paro cardiorrespiratorio murió el 11 de mayo de 2017 en un hospital de Zacatelco a los 64 años.